# De Blauwe Hand (azijnmerk)
De Blauwe Hand is een Belgisch merk azijn in handen van Campbell Foods Belgium NV.

## Geschiedenis
De Blauwe Hand werd in 1760 opgericht door de Antwerpse azijnbrouwer C. Bosiers in wat nu het Antwerpse district Merksem is. In 1906 werd het merk gedeponeerd te Antwerpen. Op de Wereldtentoonstelling van 1910 in Brussel behaalde De Blauwe Hand een erediploma.
In 1960 vierde het bedrijf hun 200-jarig bestaan. 6 jaar later fusioneerde De Blauwe Hand met Devos Lemmens en in 1968 kwam daar ook Imperial Products bij. De drie ondernemingen gingen samen verder onder de naam Continental Foods.
In 1985 ging Continental Foods over in Amerikaanse handen, wanneer de hoofdaandeelhouders hun meerderheidsbelang in het bedrijf verkochten aan de Campbell Soup Company. De naam van het Belgisch bedrijf werd in 1995 gewijzigd in Campbell Foods Belgium NV.
In 2013 werd Campbell Foods Belgium overgenomen door GB Foods.
Hoewel De Blauwe Hand synoniem is voor azijn, werd er in de fabriek ook jenever gestookt. Zo had men een "Oude Antwerpsche" van 40°.

## Logo
Het logo is een blauwe rechterhand met de handpalm naar voren en de vingers gestrekt naar boven, op een witte cirkel met blauwe rand en onderaan witte tekst op een blauwe achtergrond: De Blauwe Hand - La Main Bleue.

## Naam

### Afkomst merknaam
De Blauwe Hand verwijst naar de lijnwaadwevers en -ververs in de 18e eeuw die actief waren in de Antwerpse buurt Azijnhof. Ze kochten vaak wijn in de buurt van de azijnstokerijen. Door hun werk, waren hun handen vaak blauw gekleurd door de verfstoffen, wat resulteerde in hun bijnaam "de blauwe handen".
In 1906 werd de merknaam oorspronkelijk geregistreerd als La Main Bleue, vergezeld van afbeeldingen van een omhooggestoken hand en graanhalmen.

### Brug van de Azijn
Naast de fabriek werd eerst de Kempische Vaart en daarna het Albertkanaal gegraven. De brug die hier werd gebouwd werd in de volksmond de brug van den Azijn genoemd. Toen er in de 19de eeuw nog een draaibrug over de Kempische Vaart lag, mocht De Blauwe Hand er tol heffen. Hoewel van de azijnbrouwerij niets meer terug te vinden is, blijft de bijnaam voortleven. Deze brug heet nu officieel Brug van de Azijn.